# Liga Narodów CONCACAF
Liga Narodów CONCACAF – oficjalne, międzynarodowe rozgrywki piłki nożnej, organizowane przez CONCACAF od sezonu 2019/2020, przeznaczone dla męskich reprezentacji seniorskich wszystkich 41 federacji krajowych z Ameryki Północnej.

## Zasady rozgrywek

### Turnieje do sezonu 2022/23
- 41 drużyn narodowych, reprezentujących krajowe federacje zrzeszone w CONCACAF, zostaje podzielonych na trzy dywizje (A, B, C).
- W pierwszej edycji (2019/2020) zespoły, które dostały się do rundy finałowej eliminacji Mistrzostw Świata 2018 (Meksyk, Kostaryka, Panama, Honduras, Stany Zjednoczone oraz Trynidad i Tobago) zostały przypisane do dywizji A. O przydziale innych reprezentacji decydowały eliminacje. Gwatemala nie brała udziału w kwalifikacjach ze względu na zawieszenie[1] i została przydzielona do dywizji C.
- Każda dywizja zostaje podzielona na cztery grupy złożone z trzech lub czterech drużyn, grających ze sobą systemem kołowym u siebie i na wyjeździe.
- Mecze grupowe rozgrywane są od września do listopada.
- Drużyny grające w dywizji A rywalizują o tytuł mistrza Ligi Narodów CONCACAF. Zwycięzcy każdej z czterech grup w dywizji A uzyskują kwalifikację do Turnieju Finałowego, rozgrywanego systemem pucharowym. Wszystkie mecze Turnieju Finałowego: dwa półfinały, mecz o 3 miejsce oraz finał, odbywają się w jednym kraju. Gospodarz turnieju wybierany jest przez CONCACAF spośród jego uczestników.
- W pozostałych dwóch dywizjach zwycięzcy grup uzyskują awans do wyższej dywizji.
- Najgorsze zespoły każdej z grup w dywizjach A i B zostają zdegradowane do niższej dywizji.
- Na koniec rozgrywek utworzony zostaje ranking. O miejscu w rankingu zadecydują kolejno: dywizja, miejsce w grupie, zdobyte punkty, bilans bramek, liczba bramek zdobytych, liczba bramek zdobytych na wyjeździe, liczba zwycięstw, liczba zwycięstw na wyjeździe, ranking fair play, współczynnik CONCACAF. Wyjątkiem są pierwsze cztery miejsca, o których kolejności decyduje Turniej Finałowy.

### Turnieje od sezonu 2023/24
- 28 lutego 2023 r. CONCACAF, ogłosiła zmiane formatu na sezon 2023/24, w rezultacie tego żadna drużyna nie spadła w sezonie 2022/23[2].
- Dywizja A składa się z dwóch faz: grupowej i pucharowej rozpoczynającej się od ćwierćfinałów. 4 najwyżej rozstawione drużyny w rankingu FIFA zaczynają swój udział dopiero w ćwierćfinałach.
- Pozostałe 12 drużyn zostają podzielone na dwie sześciozespołowe grupy. Tam rozegrają oni 4 mecze z wybranymi (nie wszystkimi) zespołami z grupy. Pierwsze dwie drużyny z obu grup kwalifikują się do ćwierćfinałów. Dwie najgorsze drużyny każdej grupy spadają do dywizji B.
- W ćwierćfinałach rozgrywane są dwumecze pomiędzy zespołami awansującymi z grup a rozstawionymi drużynami. Zwycięzcy kwalifikują się do Turnieju Finałowego. Ten jest rozgrywany na starych zasadach.
- W dywizji B zespoły dzielone są na cztery grupy po cztery drużyny. Ich zwycięzcy awansują do dywizji A. Ostatnie reprezentacje każdej z  grup spadają do dywizji C.
- W dywizji C drużyny dzieli się na trzy grupy po trzy zespoły. Awans do dywizji B uzyskają zwycięzcy grupa oraz najlepsza drużyna  z drugiego miejsca.

## Kwalifikacje do Złotego Pucharu CONCACAF
Liga Narodów CONCACAF ma bezpośrednio decydować o kwalifikacji do Złotego Pucharu CONCACAF. W zależności od miejsca w grupie danej dywizji zespoły kwalifikują się na turniej bądź na rundę eliminacyjną.
W dywizji A zespoły, które zajęły pierwsze lub drugie miejsce w swoich grupach awansują na Złoty Puchar. Drużyny z trzeciego miejsca muszą brać udział w rundzie eliminacyjnej. Reprezentacje, które zajęły pierwsze miejsce w grupach w dywizji B również otrzymują automatyczny awans na turniej. Drużyny z drugich miejsc zagrają w rundzie eliminacyjnej. W dywizji C zespoły z pierwszego miejsca kwalifikują się do rundy eliminacyjnej.

## Drużyny
Alfabetyczny wykaz wszystkich 41 reprezentacji, uprawnionych do udziału w rozgrywkach Ligi Narodów CONCACAF:

- Anguilla
- Antigua i Barbuda
- Aruba
- Bahamy
- Barbados
- Belize
- Bermudy
- Bonaire
- Brytyjskie Wyspy Dziewicze
- Curaçao
- Dominika
- Dominikana
- Grenada
- Gujana
- Gujana Francuska
- Gwadelupa
- Gwatemala
- Haiti
- Honduras
- Jamajka
- Kajmany
- Kanada
- Kostaryka
- Kuba
- Martynika
- Meksyk
- Montserrat
- Nikaragua
- Panama
- Portoryko
- Saint Kitts i Nevis
- Saint Lucia
- Saint Vincent i Grenadyny
- Saint-Martin
- Salwador
- Sint Maarten
- Stany Zjednoczone
- Surinam
- Trynidad i Tobago
- Turks i Caicos
- Wyspy Dziewicze Stanów Zjednoczonych

## Ranking drużyn według sezonu
- Awans
- Brak zmiany
- Spadek

| Drużyna                              | 2019/2020 | 2019/2020 | 2019/2020 | 2022/2023 | 2022/2023 | 2022/2023 | 2023/2024 | 2023/2024 | 2023/2024 | 2024/2025 | 2024/2025 | 2024/2025 | 2026/2027 | 2026/2027 | 2026/2027 |
| Drużyna                              | D         | R         | A/S       | D         | R         | A/S       | D         | R         | A/S       | D         | R         | A/S       | D         | R         | A/S       |
| ------------------------------------ | --------- | --------- | --------- | --------- | --------- | --------- | --------- | --------- | --------- | --------- | --------- | --------- | --------- | --------- | --------- |
| Anguilla                             | C         | 41        |           | C         | 37        |           | C         | 41        |           | C         | 38        |           | C         |           |           |
| Antigua i Barbuda                    | B         | 19        |           | B         | 21        |           | B         | 28        |           | B         | 31        |           | C         |           |           |
| Aruba                                | B         | 28        |           | C         | 35        |           | C         | 34        |           | B         | 32        |           | C         |           |           |
| Bahamy                               | C         | 33        |           | B         | 24        |           | B         | 31        |           | C         | 37        |           | C         |           |           |
| Barbados                             | C         | 31        |           | B         | 26        |           | B         | 32        |           | C         | 33        |           | B         |           |           |
| Belize                               | B         | 24        |           | B         | 28        |           | B         | 29        |           | C         | 34        |           | B         |           |           |
| Bermudy                              | A         | 10        |           | B         | 23        |           | B         | 26        |           | B         | 22        |           | B         |           |           |
| Bonaire                              | C         | 35        |           | C         | 33        |           | C         | 36        |           | B         | 27        |           | B         |           |           |
| Brytyjskie Wyspy Dziewicze           | C         | 40        |           | C         | 41        |           | C         | 37        |           | C         | 41        |           | C         |           |           |
| Curaçao                              | A         | 6         |           | A         | 9         |           | A         | 13        |           | B         | 20        |           | A         |           |           |
| Dominika                             | B         | 27        |           | C         | 38        |           | C         | 35        |           | B         | 29        |           | B         |           |           |
| Dominikana                           | B         | 22        |           | B         | 22        |           | B         | 22        |           | B         | 18        |           | A         |           |           |
| Grenada                              | B         | 15        |           | A         | 12        |           | A         | 16        |           | B         | 26        |           | B         |           |           |
| Gujana                               | B         | 18        |           | B         | 19        |           | B         | 18        |           | A         | 16        |           | B         |           |           |
| Gujana Francuska                     | B         | 20        |           | B         | 18        |           | B         | 20        |           | A         | 15        |           | B         |           |           |
| Gwadelupa                            | C         | 30        |           | B         | 20        |           | B         | 19        |           | A         | 13        |           | B         |           |           |
| Gwatemala                            | C         | 29        |           | B         | 16        |           | A         | 12        |           | A         | 9         |           | A         |           |           |
| Haiti                                | A         | 9         |           | B         | 13        |           | A         | 14        |           | B         | 17        |           | A         |           |           |
| Honduras                             | A         | brąz      |           | A         | 7         |           | A         | 6         |           | A         | 8         |           | A         |           |           |
| Jamajka                              | B         | 13        |           | A         | 5         |           | A         | brąz      |           | A         | 6         |           | A         |           |           |
| Kajmany                              | C         | 32        |           | C         | 40        |           | C         | 38        |           | C         | 36        |           | B         |           |           |
| Kanada                               | A         | 5         |           | A         | srebro    |           | A         | 5         |           | A         | brąz      |           | A         |           |           |
| Kostaryka                            | A         | 4         |           | A         | 6         |           | A         | 8         |           | A         | 5         |           | A         |           |           |
| Kuba                                 | A         | 12        |           | B         | 14        |           | A         | 11        |           | A         | 14        |           | B         |           |           |
| Martynika                            | A         | 7         |           | A         | 11        |           | A         | 9         |           | A         | 11        |           | A         |           |           |
| Meksyk                               | A         | srebro    |           | A         | brąz      |           | A         | srebro    |           | A         | złoto     |           | A         |           |           |
| Montserrat                           | B         | 21        |           | B         | 25        |           | B         | 25        |           | B         | 30        |           | C         |           |           |
| Nikaragua                            | B         | 23        |           | B         | 15        | [ a ]     | B         | 17        |           | A         | 10        |           | A         |           |           |
| Panama                               | A         | 8         |           | A         | 4         |           | A         | 4         |           | A         | srebro    |           | A         |           |           |
| Portoryko                            | C         | 36        |           | C         | 29        |           | B         | 21        |           | B         | 23        |           | B         |           |           |
| Saint Kitts i Nevis                  | B         | 25        |           | C         | 32        |           | B         | 30        |           | C         | 35        |           | B         |           |           |
| Saint Lucia                          | B         | 26        |           | C         | 30        |           | B         | 23        |           | B         | 24        |           | B         |           |           |
| Saint Vincent i Grenadyny            | B         | 17        |           | B         | 27        |           | B         | 24        |           | B         | 21        |           | B         |           |           |
| Saint-Martin                         | C         | 34        |           | C         | 39        |           | C         | 33        |           | B         | 28        |           | C         |           |           |
| Salwador                             | B         | 14        |           | A         | 8         |           | A         | 15        |           | B         | 19        |           | A         |           |           |
| Sint Maarten                         | C         | 39        |           | C         | 31        |           | B         | 27        |           | B         | 25        |           | B         |           |           |
| Stany Zjednoczone                    | A         | złoto     |           | A         | złoto     |           | A         | złoto     |           | A         | 4         |           | A         |           |           |
| Surinam                              | B         | 16        |           | A         | 10        |           | A         | 10        |           | A         | 7         |           | A         |           |           |
| Trynidad i Tobago                    | A         | 11        |           | B         | 17        | [ b ]     | A         | 7         |           | A         | 12        |           | A         |           |           |
| Turks i Caicos                       | C         | 37        |           | C         | 34        |           | C         | 40        |           | C         | 39        |           | C         |           |           |
| Wyspy Dziewicze Stanów Zjednoczonych | C         | 38        |           | C         | 36        |           | C         | 39        |           | C         | 40        |           | C         |           |           |

## Medaliści Ligi Narodów
| Sezon               | Gospodarz turnieju finałowego | Finał             | Finał       | Finał      | Mecz o trzecie miejsce | Mecz o trzecie miejsce | Mecz o trzecie miejsce |
| Sezon               | Gospodarz turnieju finałowego | Mistrz            | Wynik       | Wicemistrz | Trzecie miejsce        | Wynik                  | Czwarte miejsce        |
| ------------------- | ----------------------------- | ----------------- | ----------- | ---------- | ---------------------- | ---------------------- | ---------------------- |
| 2019/2020 Szczegóły | Stany Zjednoczone             | Stany Zjednoczone | 3:2 (dogr.) | Meksyk     | Honduras               | 2:2 k. 5:4             | Kostaryka              |
| 2022/2023 Szczegóły | Stany Zjednoczone             | Stany Zjednoczone | 2:0         | Kanada     | Meksyk                 | 1:0                    | Panama                 |
| 2023/2024 Szczegóły | Stany Zjednoczone             | Stany Zjednoczone | 2:0         | Meksyk     | Jamajka                | 1:0                    | Panama                 |
| 2024/2025 Szczegóły | Stany Zjednoczone             | Meksyk            | 2:1         | Panama     | Kanada                 | 2:1                    | Stany Zjednoczone      |
| 2026/2027 Szczegóły | Stany Zjednoczone             |                   |             |            |                        |                        |                        |

 Klasyfikacja medalowa 
| Msc.  | Państwo           | złoto | srebro | brąz |    |
| ----- | ----------------- | ----- | ------ | ---- | -- |
| 1.    | Stany Zjednoczone | 3     | 0      | 0    | 3  |
| 2.    | Meksyk            | 1     | 2      | 1    | 4  |
| 3.    | Kanada            | 0     | 1      | 1    | 2  |
| 4.    | Panama            | 0     | 1      | 0    | 1  |
| 5.    | Honduras          | 0     | 0      | 1    | 1  |
| 5.    | Jamajka           | 0     | 0      | 1    | 1  |
| Razem | Razem             | 4     | 4      | 4    | 12 |